# Francis Schwartz
Francis Schwartz (* 10. März 1940) ist ein US-amerikanischer Komponist und Pianist.

## Leben und Wirken
Schwartz wuchs in Texas auf, wo er Klavierschüler von Patricio Gutierrez war. Er studierte an der Juilliard School of  Music bei Lonny Epstein, Louis Persinger und Vittorio Giannini. Er erwarb hier den Bachelor- und den Mastergrad und danach an der Universität Paris den Grad eines Ph. D. auf dem Gebiet der Musikästhetik.
Ende der 1960er Jahre ließ er sich in Puerto Rico nieder, wo er mit Rafael Aponte-Ledée die avantgardistische Musikgruppe Fluxus gründete. Er arbeitete auf dem Gebiet des Musiktheaters und experimentierte hier mit multimedialen Formen (multiartistic creations). Außerdem unterrichtete er an der Universidad de Puerto Rico in Río Piedras und war von 1995 bis 1999 Dekan der geisteswissenschaftlichen Fakultät. 2002 vertrat er Stephen Miles als Musikprofessor am New College of Florida.

## Werke
- Auschwitz, ein multisensorisches Musiktheaterstück, 1968
- Cosmos ein "intercontinental polyartistic event", 1976
- We’ve Got (Poly)Rhythm für Gitarre mit Beteiligung des Publikums, 1984
- Dali & Gala, "operatic anti-opera", UA 2004
- The Death of García-Lorca, UA 2006

| Personendaten    | Personendaten               |
| ---------------- | --------------------------- |
| NAME             | Schwartz, Francis           |
| KURZBESCHREIBUNG | US-amerikanischer Komponist |
| GEBURTSDATUM     | 10. März 1940               |